# Aquilegia triternata
Aquilegia triternata là một loài thực vật có hoa trong họ Mao lương. Loài này được Payson mô tả khoa học đầu tiên năm 1918.